# ポータブルストーブ

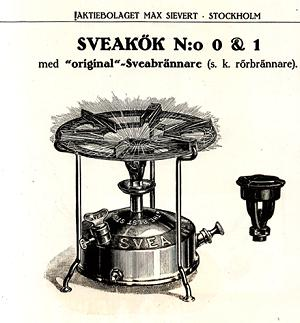
極めて初期のポータブル灯油ストーブ

ポータブルストーブ（英語: portable stove）とは、特別に軽量コンパクトに製作された調理用ストーブ（焜炉）であり、主にキャンプやピクニック、登山や軍隊の行軍等において携行され、住居から遠く離れた場所での調理や暖房等の目的で使用される。時に野外病院（野戦病院）における湯沸かしや、野外でのケータリングサービスにおいても使用される重要な備品ともなる。
ポータブルストーブの歴史は古く、19世紀には既に幾つかの形式のものが発明されていた。その後様々な形状の物が開発されて現在に至っているが、基本的なデザインは19世紀末から20世紀初頭にはほぼ完成の域に達しており、現在に至るまで当時のデザインを踏襲して販売を続けているモデルも多い。ポータブルストーブは使用燃料により、固形燃料ストーブ、無加圧若しくは加圧式液体燃料ストーブ、ガスカートリッジ式ストーブ、スピリッツストーブなどに分類される。

## 歴史

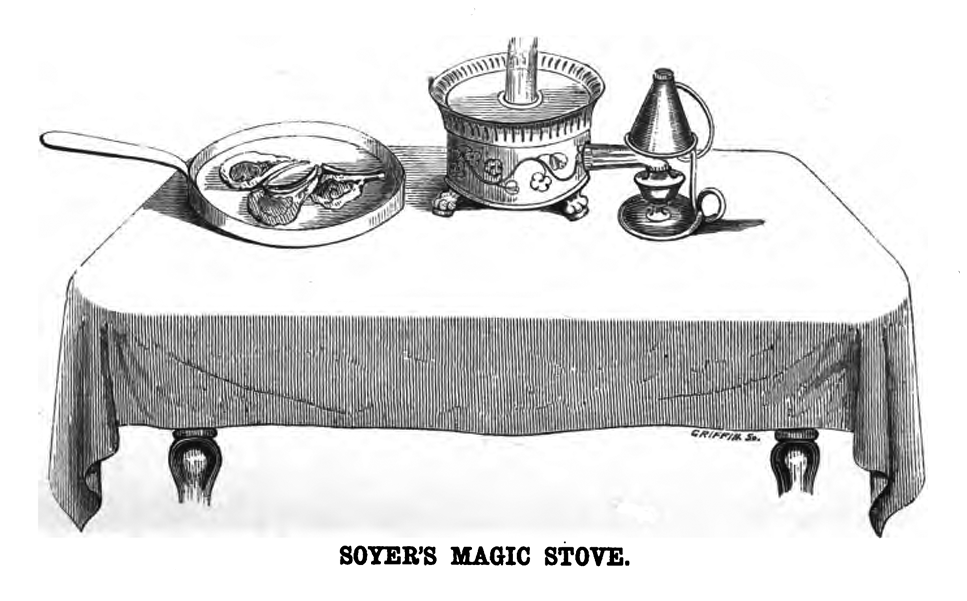
Soyer's Magic Stove

東洋で中世以前から存在した薪などの木材を燃焼させる竈や薪ストーブ、炭などを燃焼させる七輪や火鉢等を除いては、歴史上初めて登場したポータブルストーブは1849年にフランスのアレクシス・ソワイエが発明した、Soyer's "Magic Stove"が初の事例とされる。Soyer's "Magic Stove"の構造は灯油ランプを元にした物で、灯油タンク内に浸された芯を伝って毛細管現象で燃料がバーナーに供給された。この系統は、今日でも携帯用灯油コンロ（主に中国からの輸入品）から、芯式灯油ストーブバーナーユニット級を採用した石油コンロ（主に国内灯油ストーブメーカー品）が、日本では流通している。
最初の加圧式ポータブルストーブはブロートーチをベースにしたケロシン（灯油）を燃料とするもので、1892年にスウェーデンのフラン・リンドクヴィストによって発明された。このストーブはプリムス・ストーブと名付けられ、極地探検や高山への登山にも耐えうる高い信頼性と強力な熱量を発揮する性能を持っていた。プリムス・ストーブは比較的構造が簡素であったことから、今日に至るまで幾多の会社から同様の機構を持つ無数のストーブが開発される母体ともなった。プリムス・ストーブ自体はその後数度に渡る販売会社やブランドの変遷を経て、本家としての系統は途絶えてしまっているが、現在でもほぼ同様の機構を持つストーブが各国で販売され続けている。日本企業による製品として今日も残るものとしては、吉川製作所のマナスルと武井バーナーが製造するパープル・ストーブが著名である。
その他の燃料を使用するポータブルストーブとしては、アルコールやホワイトガソリン、プロパンガスを使用する物が今日でも広く見られる。
アルコールを燃料とするアルコールストーブは極めて簡素な構造とその軽量さから、ハイキングや登山に用いられる。アルコールストーブの中でも著名な物はスウェーデンのトランギアの製品であり、1919年に登場した。なお、アルコールストーブは帆船等の木造船においては、安全性に配慮してアルコールではなく灯油を用いて使用される場合もあった。しかしこういった特別な安全性を重視する用途では、アルコールストーブは今日ではより安全性が高く高性能な交換カートリッジ式のガス式ストーブ（液化石油ガスやブタンが用いられる）に取って代わられている 。
高性能な加圧式ポータブルストーブは軍事用途でもしばしば用いられた。兵士が戦場で携行する軍需品として最も有名な物は第二次世界大戦中にアメリカのコールマンが開発したGIポケットストーブ（GIストーブ）である。GIストーブは自動車用ガソリンで動作するように設計されていた。戦後になるとガソリンを燃料とするポータブルストーブやランタンは民間にも広く普及し、専用の燃料としてナフサを主成分とするホワイトガソリンが自動車用ガソリンに代わって広く使用されるようになった。キャンプ等に携行されるバックパッキングストーブとしての用途に特化したものとしては、前述のプリムス・ストーブから発展したスヴェア123が世界的に著名である。
今日の加圧式ポータブルストーブの中には気化器（ジェネレータ）を交換する事で、1台で複数の液体燃料に対応した製品も見受けられる。これらのマルチフューエルストーブは世界旅行の際に様々な国の燃料事情に対応できる物として重宝されている。
高性能で、且つ多種多様な燃料に対応できるポータブルストーブの開発は、ある側面では自然環境にも良い影響を与えた。バックパッカーと呼ばれる低予算で旅行を行なう旅人の間では、ヨーロッパでは1950年代に、アメリカでは1960年代頃からポータブルストーブを積極的に携帯して使用する機運が芽生えてきたとされる。それ以前のバックパッカーの自炊・暖房手段は多くの場合薪を集めての焚き火であり、バックパッカーが多く出入りする地域の地面には焚き火の跡が数多く残る光景が見られた。焚き火の跡は全く後処理を行わなかった場合、自然環境下でも完全に消え去るには数年を要するものであったため、旅行先でこうした破壊された景観が多く見られたこともバックパッカーの間でのポータブルストーブの普及を後押ししたと言われている。ポータブルストーブによる焚き火の減少は景観の保護のみならず、山火事の予防という意味でも非常に重要な役割を果たすものであった。
ポータブルストーブの登場当初は大半が液体燃料ストーブであったが、その後エスビットに代表する固形燃料の登場を経て液体燃料ストーブ、固形燃料ストーブに大きく二分されていた。その後、ガスカートリッジの登場/普及が進んだ現在では運搬や管理の容易性、安全性や入手性の良さからガスストーブへの置き換えが急速進んでいる。なお、家庭用カセットガスとアウトドア用コンロの接続にはアダプタが必要になる場合もあるためその点には留意が必要。

## 種類と大きさの分類

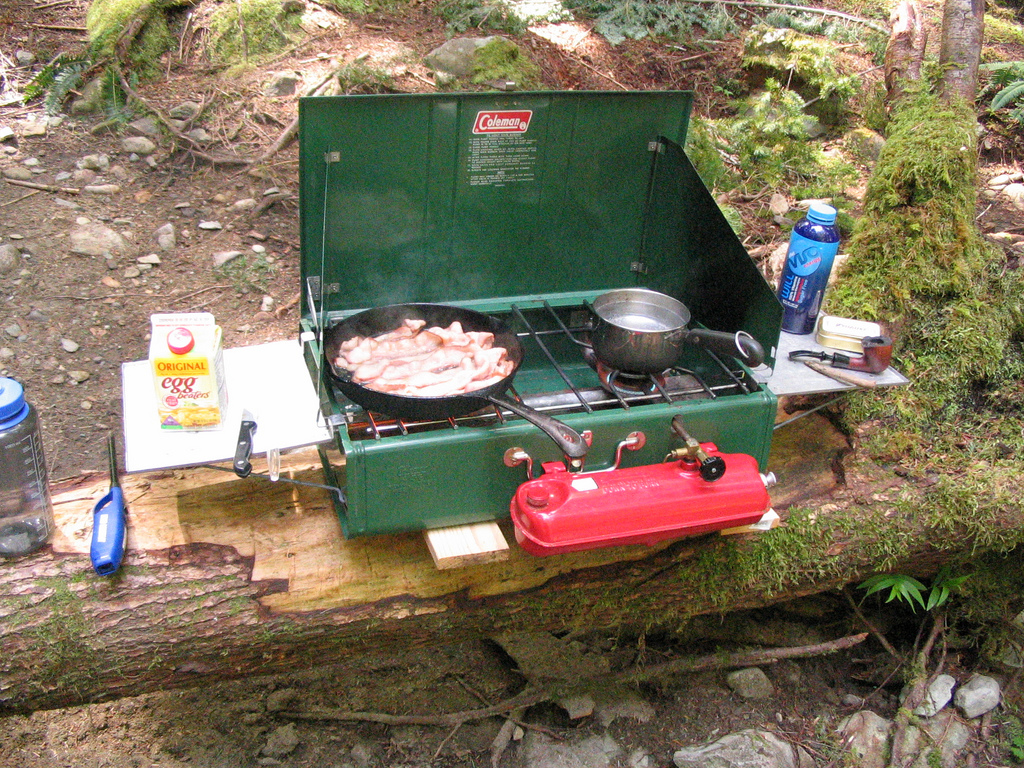
定番のColeman stove

ポータブルストーブと一言で言っても、大きさと可搬性はそのストーブの設計により大きく異なる。日本のガステーブルと異なり、欧米の台所に置かれる定置式ストーブは文字通り人力では運搬が不可能なほど巨大な物である。こうした定置式ストーブを基準に人力で運搬可能な大きさのストーブは一括してポータブルストーブとして分類されるため、ツーバーナーストーブのようにバーベキューの為に持ち運び使用するものもこれに含む（当然トヨトミやコロナの「石油こんろ」も）。
ポータブルストーブの中でも最も小型の物はバックパッキング・ストーブ（携帯型ストーブ）と呼ばれる物で、トレッキングや自転車旅行の参加者が背負うリュックサックに容易に収まる程度のものであり、重量も非常に軽量に作られている。
バックパッキング・ストーブはバーナーヘッド、燃料タンクと五徳から構成され、場合によっては三脚などを持つものもある。必要最小限のスペースに収めるために折りたたみが可能な構造を採る物もある。重量はストーブにより様々で、最も単純なアルコールストーブで1-2オンス程度、MSR製タンク別体型加圧式ストーブやガスカートリッジ式ストーブなどの場合は燃料を含まない状態で11-14オンス（310-400g）から1ポンド（約0.5kg）前後である。このためリュックサックを背負い一人で徒歩で移動するような旅の場合にはシングルバーナータイプのアルコールストーブが最も携帯に適しているとされる。
ポータブルストーブの中でも特にキャンピング・ストーブ（可搬型ストーブ）と呼ばれる物の場合、自動車やオートバイ、ボートやカヌー、あるいは乗馬などの乗り物に乗った複数人の参加者が使用することを想定して、シングルバーナーの場合には大型のバーナーヘッドや燃料タンクを備えた重量0.5-1kg前後の物が使用される。この程度の大きさまでの物は携帯型ストーブとしての扱いを受けることもある。
また、キャンピング・ストーブにはツーバーナーと呼ばれる台所に置かれる焜炉によく似た折りたたみ式の大型ストーブが用いられることもある。ツーバーナー式キャンピング・ストーブは風防や強固な三脚が備えられ、大人数での旅行にも十分に対応できる性能を有していることが多い。キャンピング・ストーブは非常に多くの種類が存在するために、使用者の移動手段などにより、最適な大きさや性能の物が選定されて使用される。このクラスの物になると個人単位で持ち運ぶことは難しくなるため、携帯型ストーブというよりも可搬型ストーブと呼んだ方が適切である。

## 無加圧式液体燃料ストーブ

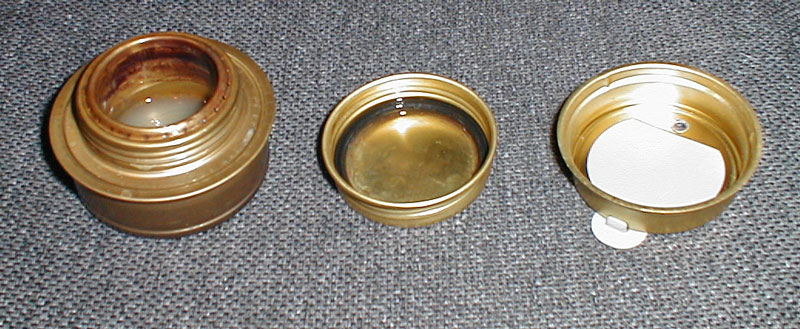
トランギア製シングルバーナーアルコールストーブ

### アルコールストーブ

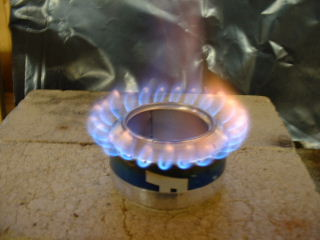
アルミ空き缶を用いた自製アルコールストーブ

アルコールストーブは液体燃料ストーブの中でも最も簡素で軽量な構造を持つ。バーナーは燃料タンク部と一体構造であり、バーナーの熱が直接タンク部分に伝わってタンク内のアルコールの気化が促進され、燃焼状態が維持される。なお、一般的にはアルコールストーブというと上記のような液体燃料式を指す事が殆どであるが、固形燃料化されたアルコール（メタノール）を用いる固形燃料ストーブも広義の意味では含まれうる。
アルコールストーブの最大の特徴は極めて小さく軽量であるという点に尽きる。そして極めて簡素な構造の為、どんな環境でも確実に作動する事も長所である。その為、海外のバックパッカーの装備スタイルであるULバックパッキングにおいては、装備を極限まで軽量化する為に液体燃料式アルコールストーブが好んで使用される。また、固形燃料式アルコールストーブはコンパクトな上に固形燃料の大きさによって燃焼時間がある程度制御できる為、緊急時の非常用燃料としても多用されている。
アルコールストーブの既製品で最も著名な物は、軍需品としての採用実績もあるスウェーデンのトランギア製のシングルバーナーストーブであろう。同社の製品は個人用シングルバーナーのみならず様々な用途に適した大きさのアルコールストーブが揃えられている。固形燃料化されたアルコール燃料としては、スターノ社製のジェル状アルコールが著名である。このジェル状アルコールは後述の加圧式液体燃料ストーブのプレヒート作業に使用される事も多い。
なお、アルコールストーブはアルミ缶等の円筒形のプルトップ缶を用いて自作する事も可能である。その為、海外ではアルコールストーブの事をBeverage-can stoveやPepsi can stovesと呼ぶ場合がある。

### スピリッツストーブ

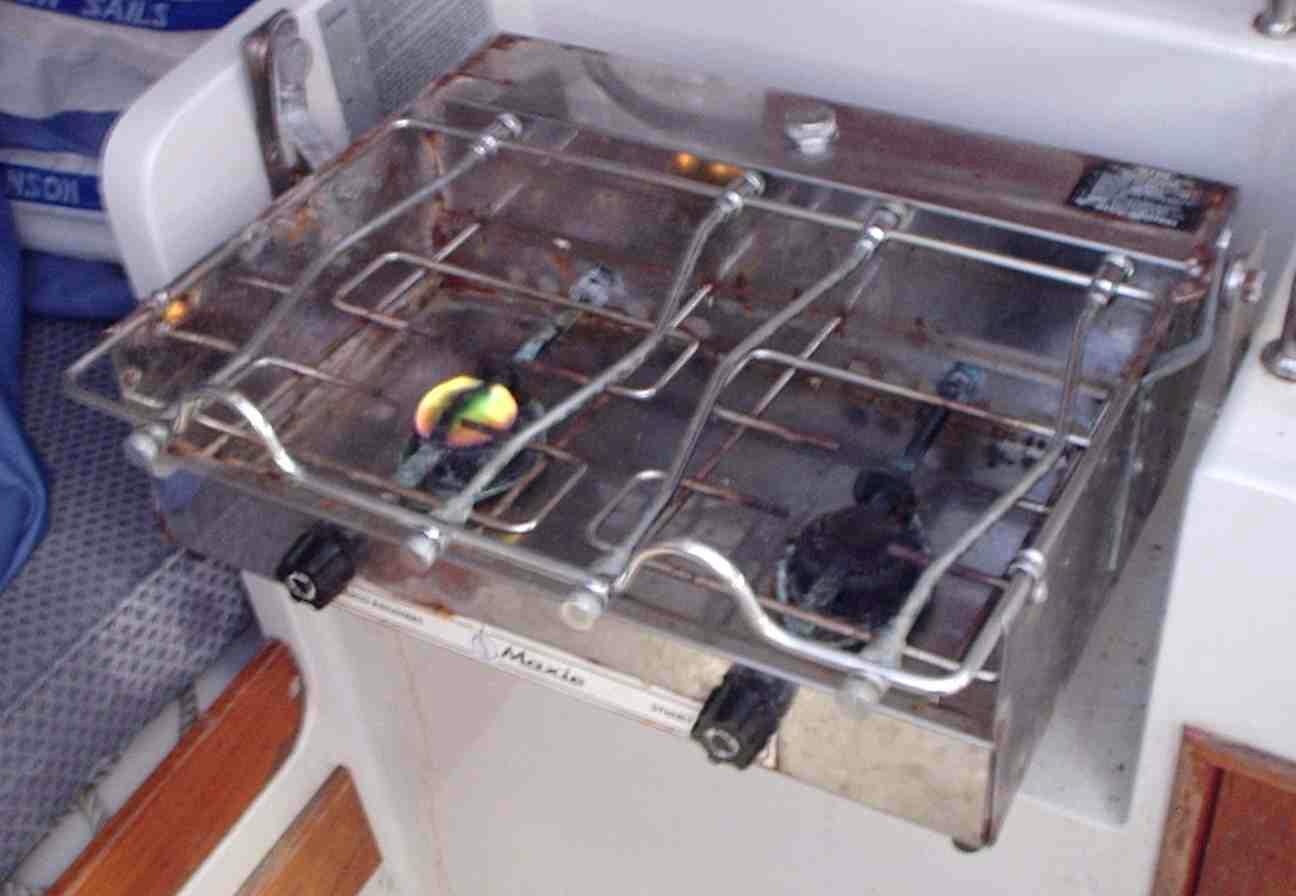
ツーバーナーのスピリッツストーブ。熱出力自体はガスストーブよりも弱い

スピリッツストーブとは、燃料にスピリッツ（エタノール）を用いる大型ストーブである。燃料タンクはバーナーの横または後方に配置され、自然流下の形でバーナーに燃料を供給する。そしてバーナーヘッド自体の熱でスピリッツは気化が促進され、燃焼状態が維持される。スピリッツストーブはアルコールストーブと比較して大火力であり、プレヒートなどの作業も他の液体燃料式ストーブと比べて簡易な事から、伝統的にプレジャーボート等の船舶に備え付けられる可搬型ストーブとして多用されてきた。しかし近年ではより大火力で燃料の管理も楽なプロパンガス式ストーブに置き換えが進んでいる。
スピリッツストーブの構造はプリムス・ストーブの構造にやや類似している。最初に燃料のスピリッツを少量出してバーナーの下部のプレヒート皿に蓄え、プレヒート皿のスピリッツに着火する。プレヒート皿からの熱でバーナーヘッドが熱せられ、ヘッド内のスピリッツの気化が促進されるとジェット状の炎が噴出するようになる。
スピリッツストーブは外見や燃焼音のみを見ると加圧式液体燃料ストーブのような印象を受けるが、実際には燃料タンクには加圧を行なっていない。スピリッツはガソリンと比較すれば安全な燃料であるが、キャビンの容積が小さい小型ボートではこのようなものであっても火災のリスクとしては無視できない要素であるため、その使用には細心の注意が払われる事が常である。

### 芯式灯油ストーブ
主に中国からの通販輸入品の携帯用芯式灯油ストーブや、国産灯油ストーブメーカー品を含めた暖房兼用や災害対応非常用の芯式「石油こんろ」が流通している。

## 固体燃料ストーブ
固体燃料ストーブとは、燃料に薪や固形燃料等の固体燃料を用いるものである。単純な焚き火とは異なり、固体燃料ストーブは固体燃料を金属製の容器で包み、三脚や底板などで地面と炎とを分断する構造を持ち、尚かつビリー缶やその他の調理器具を保持可能な五徳に類する構造を持つ物を指すとされる。
固体燃料ストーブの大きさやデザインは、極小さな固形燃料を用いる簡易的な携帯ストーブから、炊き出しなどの大規模な炊爨を行う事に適した可搬型薪ストーブまで様々である。ホボウストーブのように、缶に穴を開けて薪をくべるだけの簡素な物も多いが、近年のより複雑な固体燃料ストーブの中にはロケットストーブのように二重隔壁と燃焼室を持つ構造で木質ガスを発生させ、これを燃焼させる事で優れた熱効率とよりクリーンな排煙を実現した高度な物も登場してきている。

### 固形燃料ストーブ

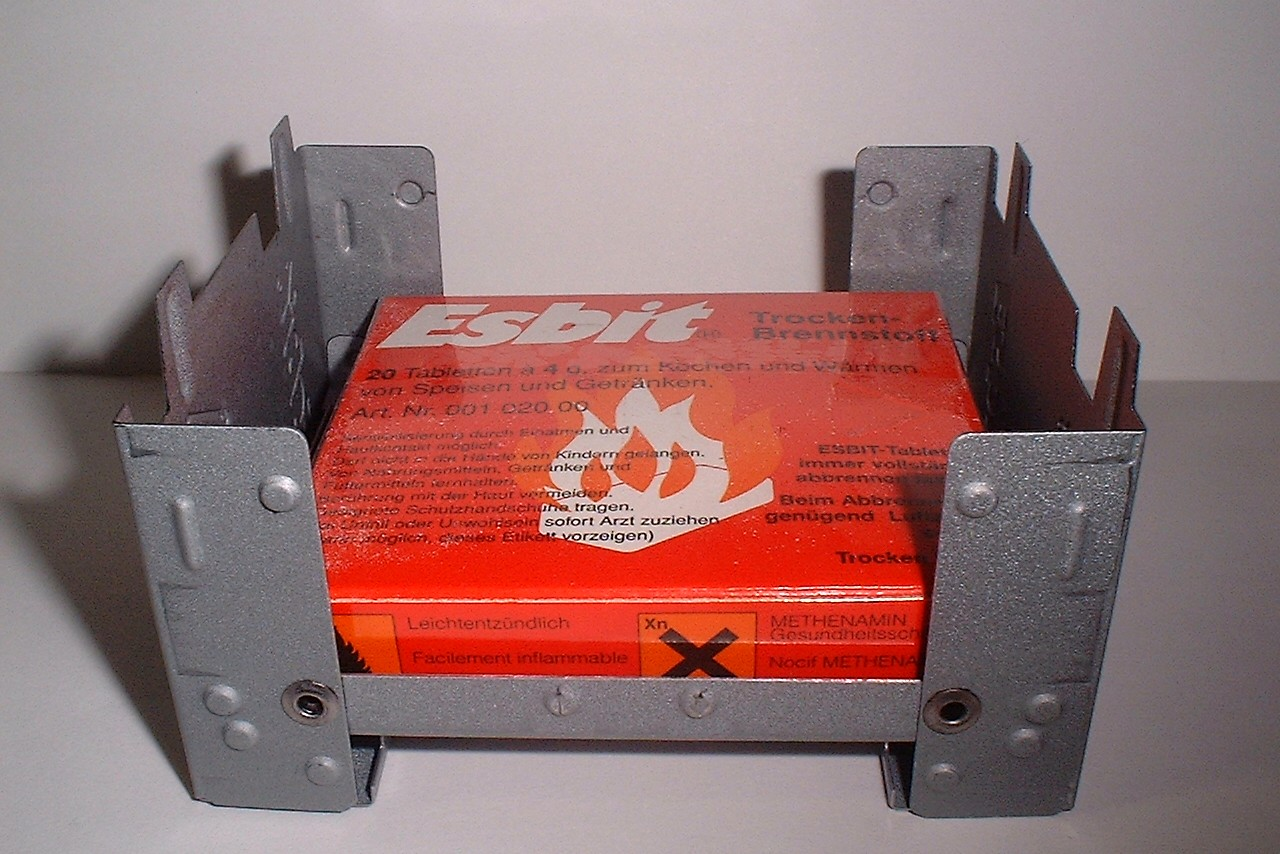
エスビットのパッケージ。ストーブとして使える金属ケースに固形燃料タブレット入りの紙箱が収納されている。軍需品としての採用例も多く、特にドイツ連邦軍では個人装備として現用中

ポータブルストーブとして用いられる固形燃料には、大きく分けてアルコールやメタノールをジェル・固体状にしたものと、ヘキサメチレンテトラミンと1,3,5-トリオキサンを単体若しくは混合して固体化した物に大別される。後者の例で著名なものは第二次世界大戦中にドイツで開発されたエスビットであり、メタアルデヒドを固形化したスイスメタと並んで、代表的なブランドとなっている。
その他純炭素系固形燃料として、木炭・石炭・コークス・練炭・豆炭・オガ炭などがある。本来点火性は劣悪だが、着火剤が塗布などされている場合も多い。
エスビットのパッケージには専用の折り畳み式金属製ケースが付属しており、このケースを展開して、紙箱から取り出した適量のエスビットを置いて点火する事でポータブルストーブとして用いる事が可能である。但し、アルコール系以外の固形燃料は保存性や着火性を重視している反面、煤などが出やすい傾向があり、その組成によっては人体に有害な残渣やガスが残る事があるので注意が必要である。
純炭素系を除いて比較的高価であり決して経済的とは言えないが、用途によってはアルコールストーブを超える小型化が可能であり、軍隊のレーションに固形燃料が付属して兵士に温食を提供する手段とされることも多い。これによって、それまで個人携行装備であったバックパッキング・ストーブを省略できた例もある。

### 薪ストーブ
薪ストーブは全てのポータブルストーブの中で最もシンプル且つ、最も古くから存在する木材由来の固形燃料（大鋸屑を固めたオガライトも含む）を用いるストーブである。
日本では定置式薪ストーブとしてダルマストーブや囲炉裏、竈が用いられ、可搬可能な物としては木炭を用いる火鉢や七輪などが存在するが、欧米ではトレッキング用の可搬型薪ストーブがポータブルストーブの普及当初に広く用いられた。これらのポータブル薪ストーブは単なる燃焼缶ではなく、薪という燃料が持つ熱容量を最大限に利用する為の特別な工夫がされていることが多かった。
このような薪ストーブはとてもシンプルで、灌木や廃材の多い場所で使用する場合に限れば燃料代が殆ど掛からない長所がある反面、幾つかの欠点も存在する。まず、燃焼の伝播が対流と燃料の配置の如何によってのみ左右され、燃焼機器の空気穴の配置が不適切であったり燃料の積み方に不具合があると片燃えや立ち消えを起こしてしまう可能性が高い。また液体燃料ストーブがバルブによって燃料供給量や火力を調整するのに対して、薪ストーブは薪の投入量のみで火力を制御しなければならず、きめ細かな火力調整にはある程度の熟練を要する。その上、薪が燃焼する際にはある程度以上のすすが発生し、ストーブや調理器具が黒い煤で汚れてしまう。燃え残りの灰などがゴミとして大量に発生することも問題となる。燃焼効率自体も薪は化学熱力学の観点上は煤や灰の内部にいくらかの熱エネルギーを保有し続けるために、幾ばくかの熱エネルギーは利用されないまま放棄されてしまう。
バイオマス資源が豊富な北欧・北米では、薪ストーブで冬期の暖房・調理をまかなう家庭も多い。最近の薪ストーブは、触媒や二次燃焼システムなどを用いて煙に残る化学エネルギーを燃焼させ、燃焼効率を高めている為に煤・煙による大気汚染は大幅に軽減されている。
近年は組み立て式の軽量コンパクトな小型薪ストーブが普及しており、ネイチャーストーブ、あるいは焚き火台と呼ばれることもある。 現在はキャンプ場も含めて地上での焚き火が禁止されているケースが多く、そのような環境で焚き火を楽しむには焚き火台が必要になるだろう。ネイチャーストーブと焚き火台には明確な違いがあるわけではないが、通常ネイチャーストーブは炊事用、焚き火台は焚き火を楽しむための要素が強い。

#### ホボウストーブ

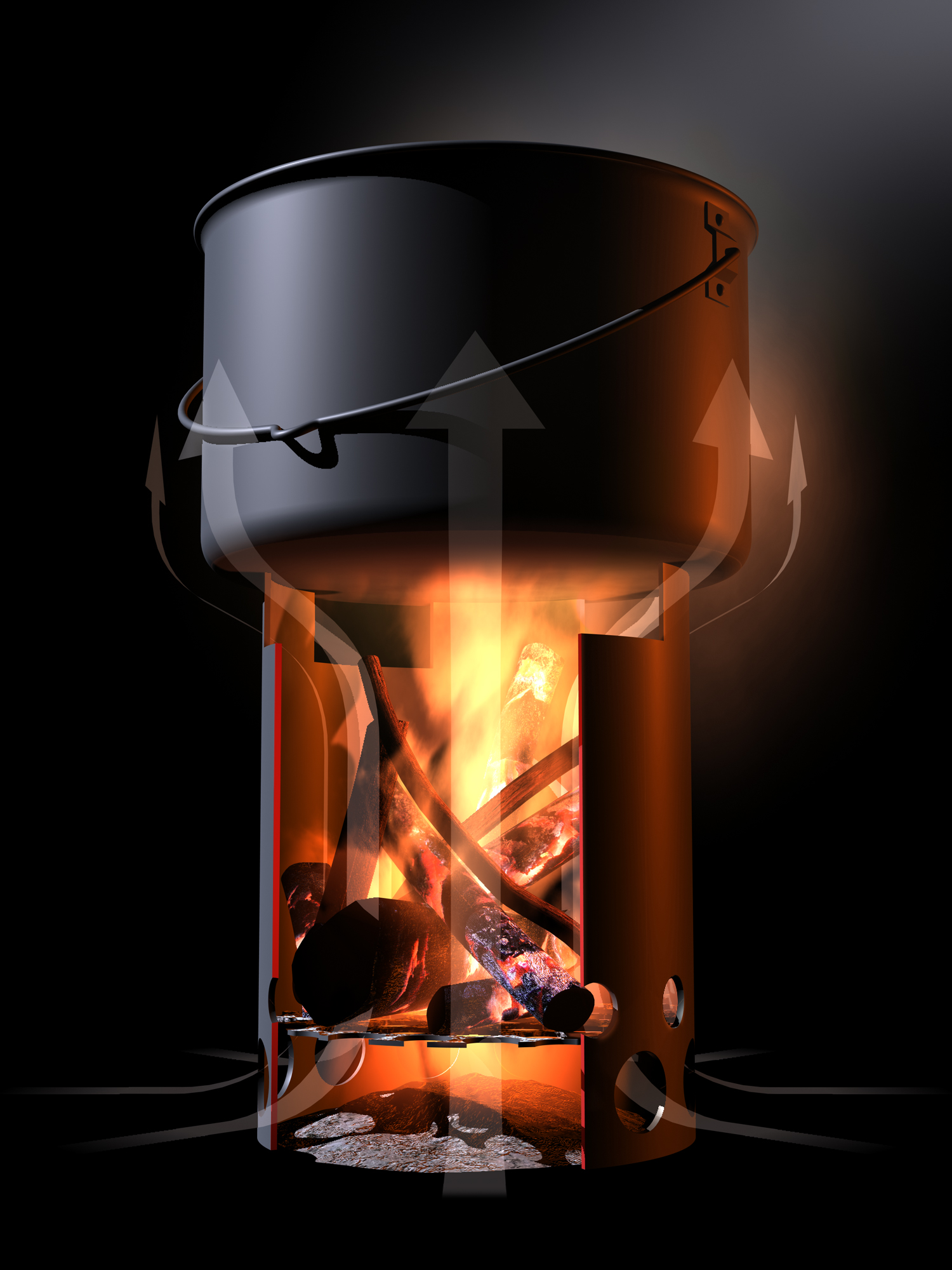
ホボウストーブの対流（概念図）

ホボウストーブ（ホーボーストーブ）とは、大型の缶の蓋を取り除き、側面に幾つかの空気穴を開けただけの簡素な薪ストーブである。歴史的にはアメリカのホーボーと呼ばれる出稼ぎ労働者が用いていたためにこの名が付いているが、バックパッカーにも広く用いられた。缶のみならず、筒状の金属であればどのような材料でも製作できるが、日本では一斗缶やペール缶を用いて製作される事が多い。
熱効率を考慮し、調理も可能なように工夫されたホボウストーブは上記概念図の様に缶の縁にも空気穴を形成する様に切り欠きを設け、燃料の薪の下に空洞が形成されるよう金網などを張って、より効率よく薪の熱を利用できるようになっている。

#### Zip stove
Zip stoveとは、ZZ Manufacturingが開発した小型の薪ストーブで、Sierraの商標名で知られている。
Zip stoveは単三乾電池で動作する送風用の電動ファンを備えており、小枝や樹皮、松かさなどの小さな木質燃料を強力に燃焼させられ、その放熱量は小型のガソリンストーブの2倍以上の15000BTUにも達する強力なものであり、非常に燃焼速度が速く調理中にも頻繁な燃料補給が必要になる程である。
非常に小型でありながら高性能でどのような状態の薪でも燃やせるため、Zip stoveは多くのバックパッカーから支持を集めた。このストーブを愛用した著名なバックパッカーは、75歳でアパラチアン・トレイルの1シーズン内完全踏破を達成したEd Garveyである。

#### ロケットストーブ

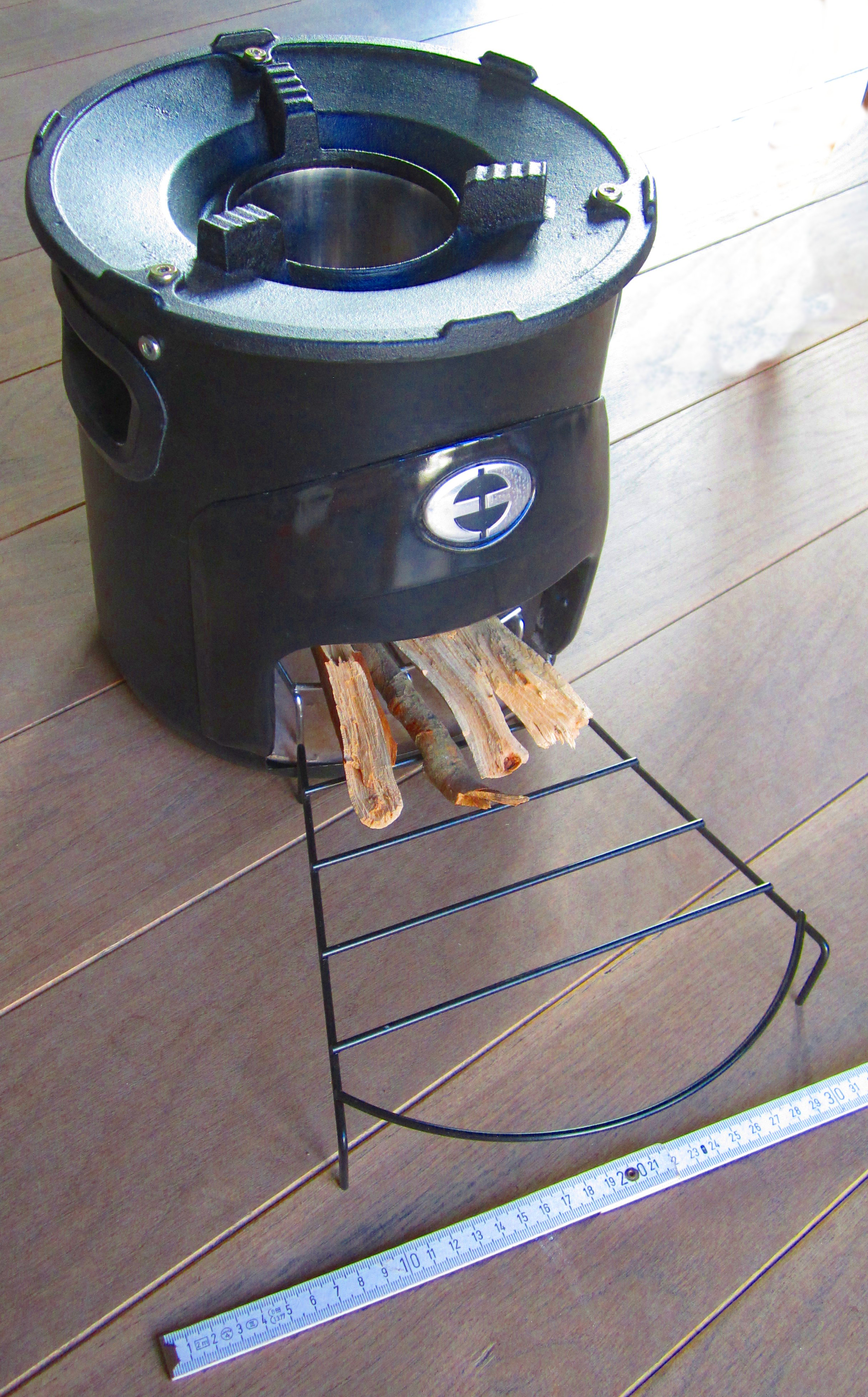
調理コンロタイプのロケットストーブ

ロケットストーブとは、断熱された排気管（ヒートライザー）と燃焼管（バーントンネル）を持ち、薪をくべて使用する燃焼機器のことである。煙突効果によって、薪を高温に熱して二次燃焼まで行なうことで、高効率の熱源となる。典型的なロケットストーブは、「J」字型に配置された燃焼管に断熱材を周囲に詰め込んだ簡易な構成で実現できる。設計図や応用例が広く公開されており、製作は比較的簡単である。このため、DIY技術を習熟していない人でも製作できる。また薪火の経験が少なくても比較的簡単に使用することができることも特徴の一つである。

#### 簡易式かまど

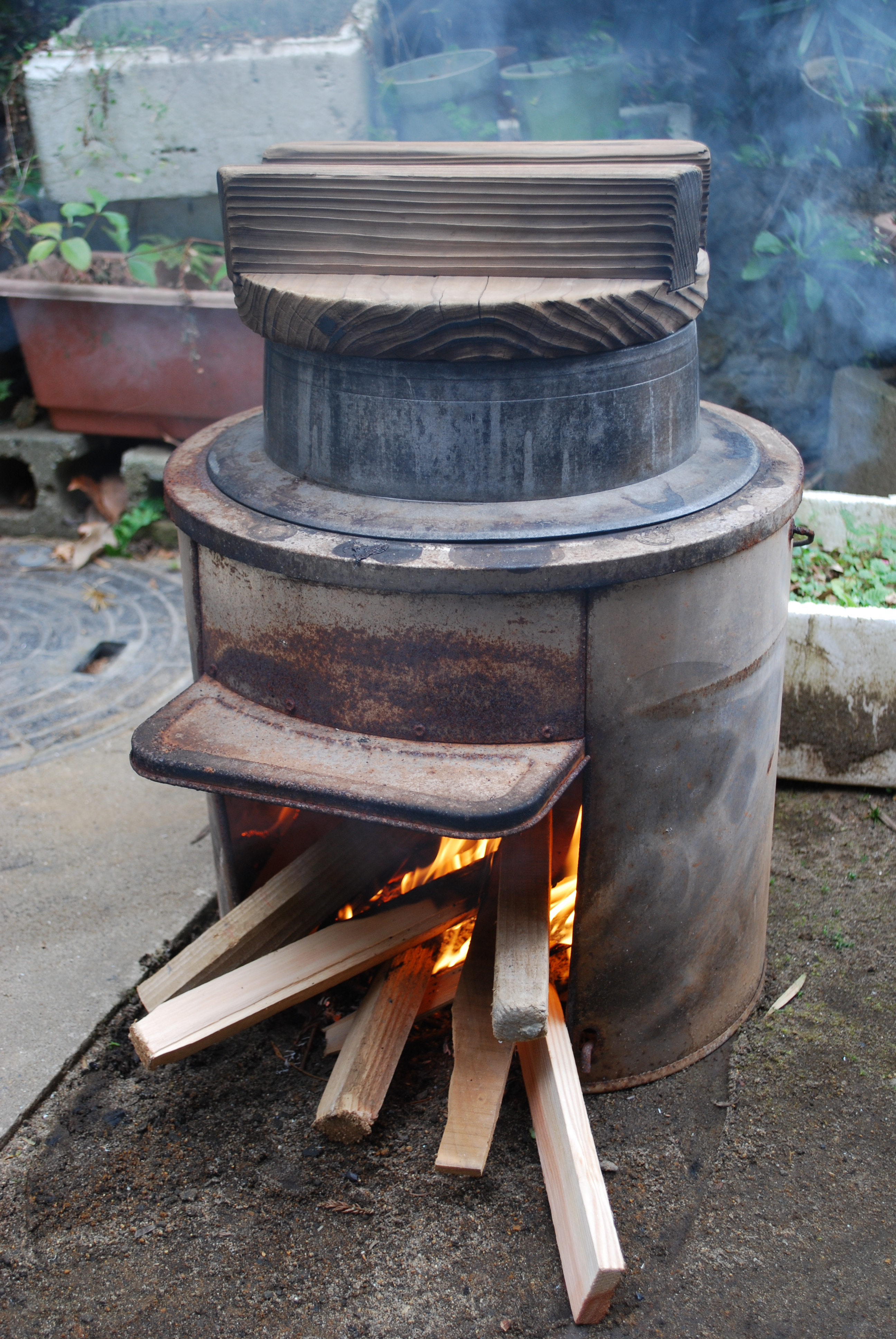
日本の自主防災組織にみられる簡易型のかまど

日本などの東洋諸国で伝統的に使用されるかまどの中にも、一部には可搬式とした物が見られる。大きさ自体はホボウストーブと同程度であるが、組み合わされる調理器具が釜にほぼ限定され、その大きさもそれなりに大きな物となってしまうためキャンプ用として用いられることは稀であるが、大人数への米飯の炊き出しが必要な災害時の避難施設や地域の催し物で広く利用されている。

## 加圧式液体燃料ストーブ

### プリムス・ストーブ

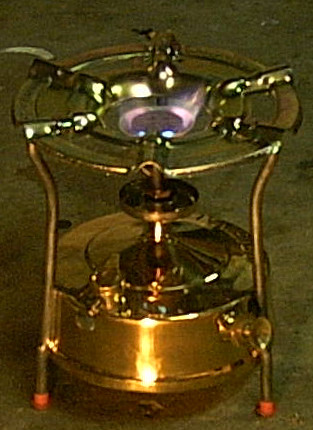
プリムス・ストーブ

プリムスとは世界初の加圧式液体燃料ストーブであり、1892年にスウェーデンのフラン・リンドクヴィストによって発明された。その原理はブロートーチをベースにしたケロシン（灯油）を燃料とするものであり、リンドクヴィストはJ.V.スヴェンソンと共にPrimus ABを設立してプリムス・ストーブとして大々的に売り出した。プリムス・ストーブは瞬く間に世界のポータブルストーブ市場を席巻する大ヒット商品となり、後の殆どの加圧式液体燃料ストーブの母体ともなった。
それまでの灯油ストーブは殆どは繊維製の芯を用いて、毛細管現象で燃料を火種に供給する構造を採っていたが、真鍮製の燃料タンクを持ち、加圧ポンプでバーナーヘッドに燃料を送り込み、自己の熱で灯油を気化させながら強力な炎を形成するプリムス・ストーブの登場は、灯油を用いるポータブルストーブの勢力図を一変させてしまう程のものであった。
プリムス・ストーブのバーナーヘッドは灯油が炎の中をループして自動的に気化が促進される構造となっており、着火する際にはこのバーナーヘッドを予熱する必要がある。この予熱作業はプレヒートと呼ばれ、主にアルコールやメタアルデヒドなどを用いて行われた。プレヒート作業を経て本着火が終了すると、バーナーの熱は次第に燃料タンクにも伝わっていき、タンクの熱でタンク内の圧力は常に高い状態に保たれてバーナーヘッドへの燃料供給が継続される。しかし、本着火前の燃料タンクには圧力が掛かっていない為、プレヒート作業前と本着火の際には燃料タンクに取り付けられた加圧ポンプを操作してタンク内に圧力を掛ける必要がある。
なお、ごく一般的なプリムス・ストーブには燃料供給を制御するバルブは存在せず、燃料タンクの空気弁を開いてタンク内圧力を抜くことで消火する。加圧ポンプで初期ポンピングを行うと自然にバーナーヘッドから燃料が噴き出すため、着火工程には慣れが必要である。またバルブが存在しない故に燃料タンク内に灯油を残したまま携行することは難しく、基本的には燃料を使い切るかバーナーヘッドを外して専用のキャップを嵌めて密封する必要がある。このキャップが存在しない程古い機種の場合にはバーナーヘッドを外して燃料を抜かなければならない。初期の物は火力調整はほぼ不可能で、常に全開火力で燃え続ける製品が一般的であったが、後年に登場したプリムスストーブ系の構造をもつ灯油ポータブルストーブの中には燃料供給制御バルブを持つ製品や、よりきめ細かな圧力制御が行える空気弁を備え細かな火力調整を行なえるようになった製品も存在する。
プリムス・ストーブはその構造の簡素さと完成度の高さから世界中で無数の類似品やコピー製品が製造された。日本においてはマナスルや、武井バーナーのパープルストーブなどが現在でも残るプリムス・ストーブ系ポータブルストーブとして著名である。なお、本来「プリムス」を称することが出来るのは提携社であるイワタニ・プリムスが輸入したものだけである。また韓国では昇和工業製の超大型灯油ストーブが屋台などでよく用いられており、一部は日本にも輸入されている。

### 携帯型キャンピングストーブ

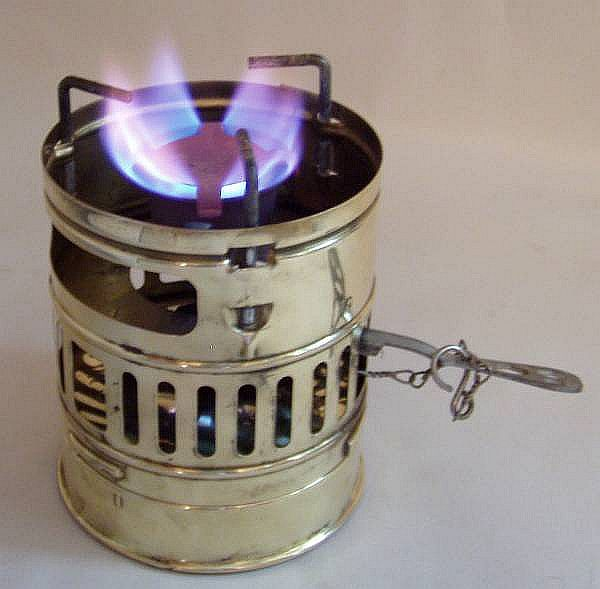
スヴェア123R

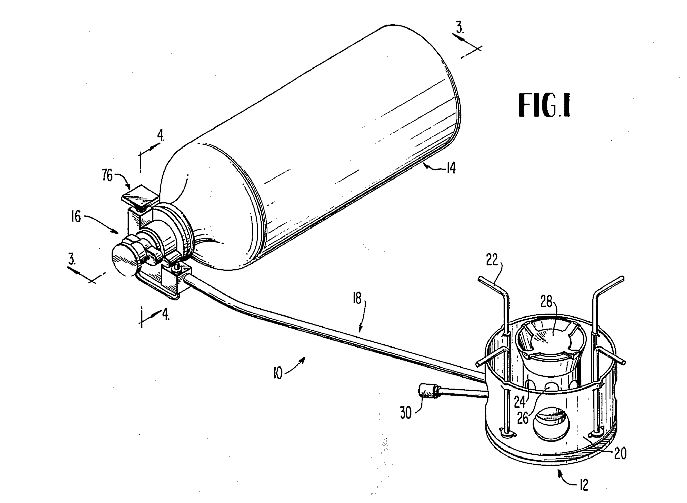
MSR、XGKストーブの模式図

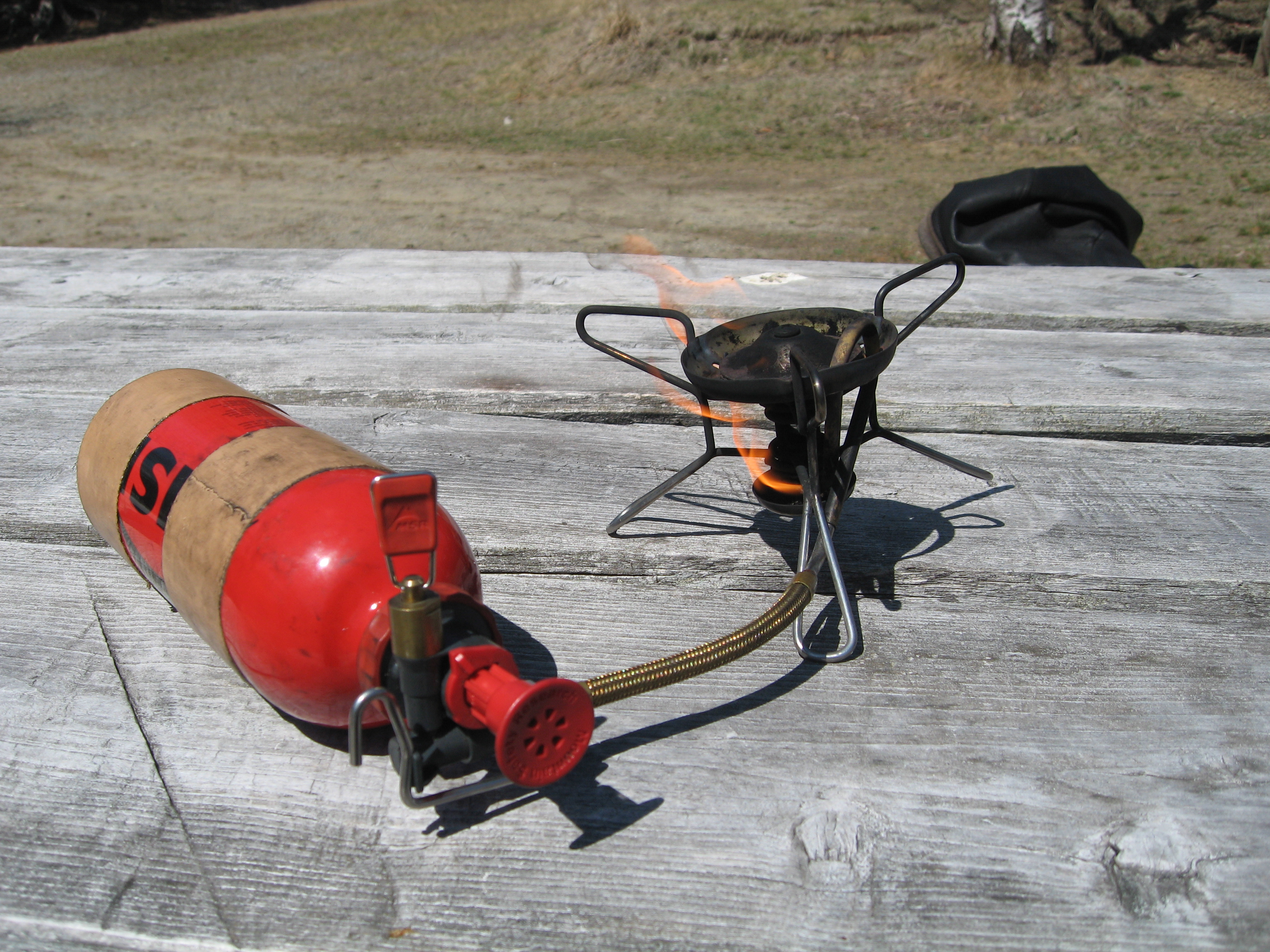
液体燃料ストーブのプレヒート

19世紀の終わりに登場したプリムス・ストーブは、極地探検家やアルピニストなどにも愛用される液体燃料式ポータブルストーブの代名詞ともなったが、その後20世紀の初め頃からはプリムス・ストーブの構造をベースに燃料にガソリンを用いる物が登場するようになった。
こうしたガソリン式ポータブルストーブの中でも最も有名な物は、第二次世界大戦中の1942年にアメリカのキャンプ用品製造会社のコールマンが、アメリカ軍の要請を受けて開発したG.I. ポケットストーブであろう。GIポケットストーブは「摂氏マイナス51度からプラス52度の環境で作動し、なおかつ1クォートのミルク缶に収まるもの」という極めて厳しい要求性能を満たして開発された物であり、従軍記者のアーニー・パイルをして「戦争におけるもののうち、武器以外での主要発明品はジープとGIストーブだ」と言わしめる程の完成度を持っていた。1942年に登場したモデル520（M-1942）は後にモデル530（M-1945）、モデル536（M-1950）と改良を加えられていった。戦後、コールマンはモデル530を一般販売し、除隊して民間に戻った元兵士などを中心に幅広い支持を集めた。現時点での最終モデルであるモデル536は朝鮮戦争やベトナム戦争でもアメリカ兵の携行品として活躍し、高性能な固形燃料の普及とともに一線の装備品から退いた現在も軍放出品ショップなどでしばしば見られるものとなっている。コールマンは戦後はガソリン式ランタンをベースにしたホワイトガソリン式ストーブを多数開発。中でもかつて販売していた燃料調整バルブを2系統持つツーレバー（ダブルレバー）構造のものは、ガソリン式ストーブでありながら非常に細かな火力調整が可能で評価が高かった。
コールマン以前には第一次世界大戦末期の1918年にオーストリアのヨーゼフ・ローゼンタール金物製作所（MJR）が当時のオーストリア＝ハンガリー帝国軍の要請を受けて開発したホエーブスストーブが存在し、欧州では永くこちらが著名であった。
コールマンやホエーブス製ガソリンストーブは戦車や自動車、オートバイの燃料として使われるガソリンをそのまま利用できたが、戦後ガソリンのオクタン価を高めるために様々な添加剤が加えられるようになると、ストーブメーカーはガソリンストーブの構造に適した組成を持つホワイトガソリンを広く販売するようになった。
ガソリン式ポータブルストーブの多くは、プリムス・ストーブと同様に燃料タンクの上にバーナーヘッドが取り付けられた構造が採用されており、基本原理その物はプリムス・ストーブとほぼ同じである。しかし燃料に揮発性が高く着火性も良いガソリンを用いることにより、原型の灯油式プリムス・ストーブよりもバーナーヘッドや気化器を小型化でき、ガソリンを少量プレヒート皿に取りアルコールを用いることなくプレヒート作業を行なえる。このためガソリン式ポータブルストーブは灯油式ポータブルストーブと比較して総じて小型軽量であり、キャンプの個人装備やハイキングでの携帯ストーブとして広く普及した。
燃料に揮発性の高いガソリンを使用するためにプリムス・ストーブとは異なり、燃料タンクとバーナーヘッドの間に燃料の流量を制御するバルブを一つ備えるレイアウト（ワンレバー、シングルレバー）の物が多く、このバルブを操作して消火も行なうことになる。タンク内の圧力を抜いても消火するが、圧力開放の際に気化したガソリンに引火する危険性が非常に高く、通常は行なわれない。バルブを全閉した状態であれば燃料タンク内にガソリンが残っていてもそのまま携行できる場合が多い。しかし初期のガソリン式ストーブの多くは構造上細かな火力調整が困難であることはプリムス・ストーブと共通している。
加圧式液体燃料ストーブの元祖であるプリムスは、1955年にプリムス・ストーブをベースに燃料をガソリンとし、ハイキング向けバックパッキング・ストーブとしての再設計を行なったスヴェア123を市場に送り出した。スヴェア123は極限まで構造を簡素化するためプリムス・ストーブに装備されていた加圧ポンプすらも省略する自己加圧式（自然加圧式）と称する大胆な設計を採っており、プレヒート作業はアルコールやガソリンをタンクに直接振りかけて点火するというものであった。このような構成を敢えて採ることで構造が更に簡素化でき、非常に頑丈なポータブルストーブを製造することが可能ともなった。1970年代にプリムスから液体燃料ストーブ事業を受け継いだオプティマスは、スヴェア123の構造をベースにストーブと一体化した金属ケースに折り畳んで内蔵可能な構造としたオプティマス8Rやオプティマス111（現オプティマスハイカー+）を開発し、スヴェア123共々広く人気を集めた。
スヴェア123のような自己加圧式ストーブは小型軽量な反面、極めて寒冷な地域ではタンクが冷えやすく、タンクの加圧が十分に行なわれない弱点が存在した。逆にコールマン系加圧式ストーブは寒冷地での信頼性に優れる反面、使用者のミスで過度なポンピングが行われた場合にはタンクに熱が加わった際に破裂する危険性が存在した。このようなタンク・バーナー一体型ストーブの欠点を抜本的に解決するため、1970年代の初頭にアメリカのマウンテンセーフティーリサーチ（MSR）が、登山専用ストーブと銘打つ全く新しいデザインのガソリン式ポータブルストーブを開発した。このストーブはバーナーヘッドと燃料タンクが分離され、折り曲げる事が可能な柔軟性を持った金属製チューブで連結された構造を採っており、バーナーと燃料タンクはそれぞれ分離して持ち運ぶ事が可能である。使用中は適宜加圧ポンプでの追加ポンピングにより、寒冷地での信頼性とタンク加熱に伴う破裂の危険性の回避を両立した。MSR製タンク分離型ストーブは1973年に最初のモデルであるモデル9（後にXGKストーブと改称される）が登場し、今日では市場に販売されるガソリン式ストーブの殆どがこのデザインを踏襲したものとなっている。
今日販売されている液体燃料式ポータブルストーブには、バーナーヘッドのジェットを交換する事で、ホワイトガソリンのみならず、自動車用ガソリンや灯油、軽油やアルコールなどの複数の液体燃料に対応できる物も珍しくはなくなっている。

### コイルバーナーストーブ
コイルバーナーストーブとは自然加圧式ストーブの一種であり、燃料タンクにループ状の金属パイプが取り付けられ、この金属パイプ部分をバーナーヘッドとして燃焼を行うストーブを指す。この形式のポータブルストーブは1939年にスイスで開発されたボルドーバーナーが特に著名であり、極めて簡素な構造の為に非常に小型軽量である。登山用個人携行ストーブとして開発された経緯により非常に信頼性が高く、スイス軍においては個人携行装備としてボルドーバーナーが使用されている。

### ガスカートリッジ式ストーブ

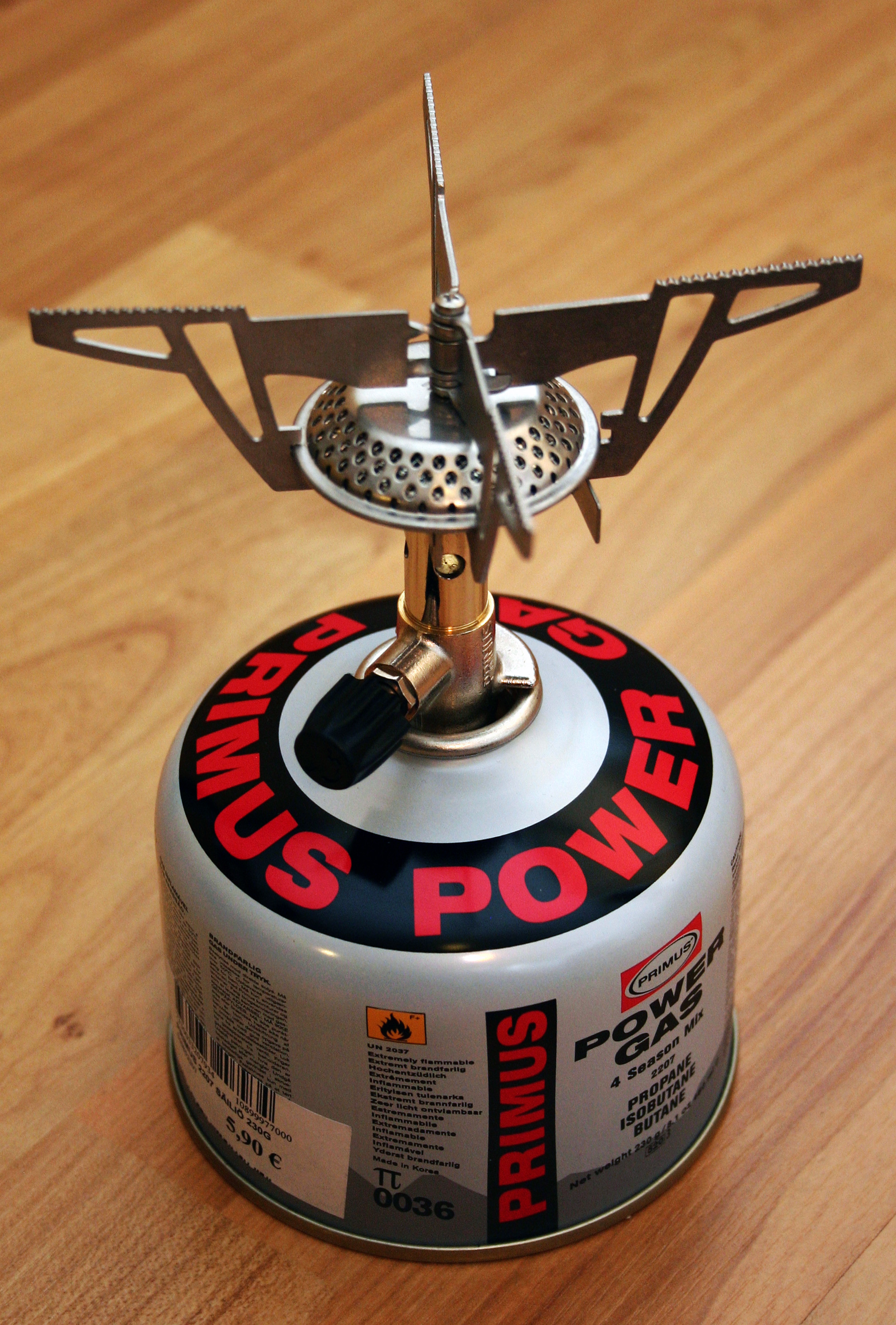
プリムス製ガスカートリッジ式ストーブ

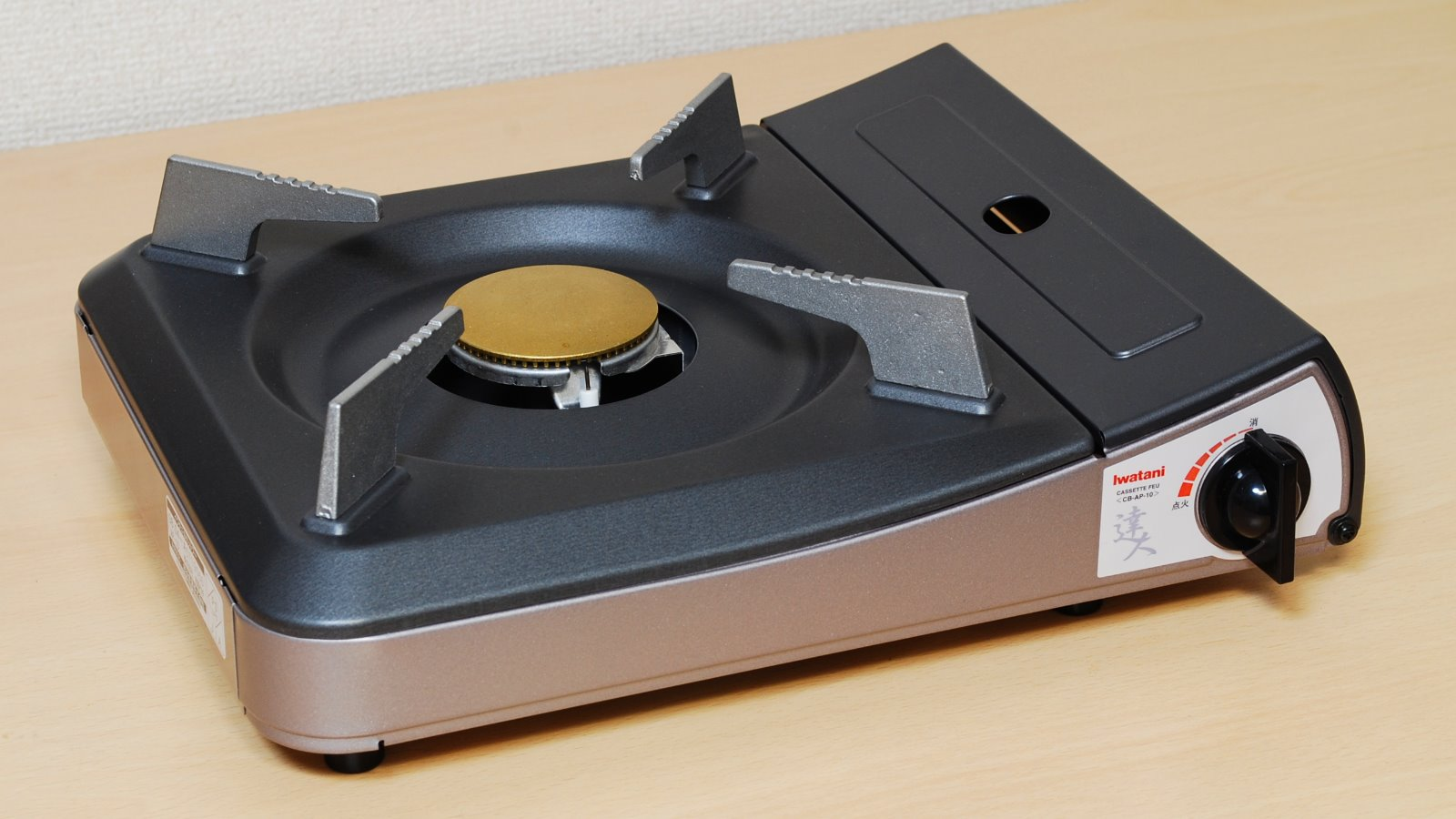
カセット焜炉（イワタニカセットフー「達人」）

ガスカートリッジ式ストーブとは、燃料にブタンやプロパン等の液化石油ガスを用いるもののうち、ガスタンクをカートリッジとして容易に交換可能な構造としたものを指す。広義の分類では家庭用の簡易な携帯調理器具であるカセット焜炉もガスカートリッジ式ストーブに含まれうる。
殆どのガスカートリッジ式ストーブの形状は、前述のガソリン式ポータブルストーブのデザインに準じており、大きく分けてガスカートリッジとバーナーが一体となるものと、柔軟なチューブでバーナーとガスカートリッジが分離された構造を持つ物に大別できる。大型のキャンピング・ストーブの中にはツーバーナー構成を採るガスカートリッジ式ストーブも存在する。なお、ある程度以上の大きさのキャンピングストーブの場合、カートリッジ式ガスではなくプロパンガスのボンベを直接繋ぐ、家庭用ガステーブルに似た構成のものも登場する。プロパンガスボンベは大きく重く携帯用途ではあまり用いられないが、オートキャンプなどの輸送手段が存在する場合や、バーベキューなどの大火力を要するアウトドア料理などに広く用いられる他、日本ではこのような大型ガスストーブは屋台などでの調理でも広く用いられている。
燃料の液化ガスはカートリッジ内部に存在する間は液体であるが、バーナーのバルブが開かれてバーナーヘッドから大気圧に触れることで直ちに気化が行なわれる。そのため一般的にガスカートリッジ式ストーブは面倒で経験を要するプレヒート作業が全く必要なく、マッチの火や電気着火装置の火花など火種となるものをバーナーに近づけてバルブを開くだけで直ちに調理を開始できる事が最大の特徴である。またガスの流量調整が一つのバルブで非常にきめ細かに行なえるので火力の調整も極めて容易であり、最大火力も液体燃料に劣らない程大きなものである。また液化ガスは非常にクリーンな燃焼を行なうのでバーナーヘッドのメンテナンスも殆ど必要ない。ガスカートリッジ式ストーブの登場はポータブルストーブを使用するための個々人の技術的障壁を一挙に取り除き、ポータブルストーブが登山やハイキングを趣味とする本格的な趣味人以外の一般人に広く普及することに非常に大きな役割を果たしたとも言える。
ガスカートリッジ式ストーブは性能面や使い勝手では申し分のないものではあるが、従来型ポータブルストーブに対して幾つかの決定的な劣位も存在する。一つは燃料のコストで、一般的にアウトドア向けのガスカートリッジは液体燃料などより高価であり、詰め替えなどによる容器の再利用も原則としては行なわれない。またスーパーやコンビニでカセットガスが手軽に手に入る日本とは違い、日本国外では交換用ガスカートリッジの入手が難しい場合もあり、必然的に単価も高くなる傾向もある。
もう一つの欠点は、気温の高低により器具の熱出力が左右されやすい点である。特に個人向け小型ガスカートリッジ式ストーブに顕著であるが、あまりにも寒冷な気候の場合、ガスカートリッジが冷えて充分な液化ガスの気化が行なわれなくなり、着火自体が行なえなくなったり、十分な熱出力が得られなくなる危険性が存在する。一般的なカセットコンロであれば10度以下で性能低下が発生し、5度以下で気化が行われず使用不可に陥る。アウトドア向けのカートリッジであれば0度まで利用可能な製品も存在し、極限環境向けとして-20度でも使用可能なことを謳う製品も存在する。このような環境でも利用する直前に懐炉や人肌でカートリッジを温めるなどの工夫で運用を行うことも不可能ではない。製品次第ではあるが、ストーブ側にカートリッジを温める機巧が取り入れられていたりする場合もある。

### マルチプルバーナーストーブ

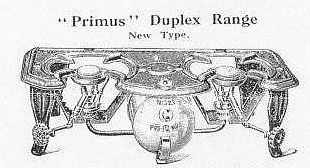
1920年代のツーバーナー加圧式液体燃料ストーブ

ポータブルストーブの中には2つ以上のバーナーヘッドを持つツーバーナーやスリーバーナー等の構成を持つものがしばしば存在し、オートキャンプやベースキャンプなどの大人数が集まる場所での調理に用いられている。古くはプリムスなどから大型のタンクと2つ以上のバーナーヘッドを持つプリムスストーブ式の液体燃料ストーブが存在した。その後、コールマンがスーツケース状の筐体にバーナーを折り畳んで納める事の出来る構造のツーバーナーストーブを発売し、卓上での安定性と携帯性の良さから非常に大きな成功を収めた。船舶では前述の無加圧式スピリッツストーブが広く用いられた。
その後ガスカートリッジ式ストーブの高性能化とカートリッジの高容量化が進むとガスカートリッジ式マルチプルバーナーストーブも登場し、専門知識を持たない一般層にもマルチプルバーナーストーブが広く普及する原動力となった。今日では自動車などの輸送手段の高性能化に伴い、プロパンガスボンベを用いるやや大柄だが大火力を持つ大型マルチプルバーナーストーブも可搬型キャンピングストーブの選択肢として一般的なものになりつつある。

## 燃料の種類による長所と短所
| 燃焼種別                     | 長所 | 短所 |
| ---------------------------- | --- | --- |
| ホワイトガソリン             | - 熱出力が高い。 - 溢れた燃料は直ぐに蒸発する。 | - 機器のプレヒートが必要である。 - 溢れた燃料が引火すると火災の危険がある。 - やや高価である。 - 実店舗の場合、取扱がアウトドア専門店やホームセンターに限られ、入手性が良くない。 |
| 灯油（ケロシン）             | - 熱出力が高い。 - 世界的に広く流通している（特に軍用としてはディーゼルエンジン車にも使われるケロシン系ジェット燃料で代用でき、短期間の非常用としては軽油で代用できる可能性がある）。 - 非常に安価である。 | - 煤煙の発生量が多い。 - プレヒートに別途アルコールが必要である場合が多い。 |
| ブタン（キャンピングガス）   | - 容易に高い熱出力を得られる。 - プレヒートが不要である。 - （容器・機器が劣化していない限り）燃料が漏れる事もない。 - 容器の密閉性が極めて高く、長期保存に適している。                                    | - ホワイトガソリンに比べると熱出力が低い。 - 容器の廃棄が課題となる（鉄ボンベなので持ち帰らねばならない）。 - 世界的に見ると燃料コストが高い部類に該当する。 - >寒冷な環境では性能が発揮できない。 - 入手性に難がある場合がある。 |
| 液化石油ガス（プロパンガス） | - ブタンと比べて熱出力が大きい - ブタンに比べ寒冷地での性能も高い。 - ガスを再充填する事で同じ容器が再利用できる。                                                                                         | - 高圧力の為に容器の小型化には限度があり、可搬性が低い。 - 燃料コストが高い。 - 容器の廃棄が課題となる（日本ではプロパンガス燃料店に返却する）。 |
| アルコール（スピリッツ）     | - 燃焼音が静かである。 - 煤煙の発生が無く非常にクリーンである。 - プレヒート不要（又は極めて短い）で即座に使用できる。 - アルコールの種類にもよるが治療用、飲用などへの転用が容易。                        | - 熱出力が低く、必然的に調理時間も長くなってしまう。 - 炎の色が見辛く、日中の使用には注意が必要。 - 転用が可能な純アルコールを利用すると酒税が発生するためコストが極めて高くなる。 - 燃料用アルコールを利用したとしても他と比較してもコストが高い。 - コスト削減を目的として燃料用アルコールを選択した場合、他用途への転用も難しく燃料のみの運搬に多大なスペースが必要となり、重量を含め運用上の問題が発生する。 |
| 固形燃料                     | - 燃焼音が静かである。 - 点火性に配慮していない純炭素系を除き、プレヒート不要で即座に使用できる。 - 製品によるが純炭素系を除き、非常に小型で携帯性が高い場合が多く、バックアップ用に採用される場合がある。 | - 純炭素系を除き総合的な熱出力は低い。 - 純炭素系を除き必然的に調理時間も長くなってしまう。 - 製品によっては煤煙が多い場合がある。 - 純炭素系を除き総じてコストが高く、入手性も悪い。 |
| 薪（木）                     | - 比較的熱出力は大きい。 - 自然界に豊富に存在する。 | - 野山でなければ入手が難しく、私有地内では入手を巡り係争となる可能性もある。 - 生乾きの場合着火が困難な事がある。 - 煤煙が多く燃え残りがゴミとなりやすい。 - 適切な機材を用いなければ熱出力を有効に利用できない。 |
| 自動車用ガソリン             | - 熱出力はホワイトガソリンに準ずる。 - 安価である。 - 世界中何処でも入手できる。 | - 煤の発生が多く、臭いも強い。 - 揮発性が非常に高い。 - 精密な機器の場合には詰まりなどの重大な故障が発生する可能性がある。 - 有鉛ガソリンの場合、煤煙で鉛中毒を起こす可能性がある。 - （日本国内の場合）入手がやや煩雑。 |